# SUPER JUNIOR-K.R.Y. SPECIAL WINTER CONCERT
《SUPER JUNIOR-K.R.Y. SPECIAL WINTER CONCERT》는 슈퍼주니어의 유닛 슈퍼주니어-K.R.Y.의 일본 전국 콘서트 투어이다.

## 투어 일정
| 일정             | 도시 | 장소                         | 관객 수       |
| ---------------- | ---- | ---------------------------- | ------------- |
| 2012년 11월 19일 | 횡빈 | 파시 피코 요코하마 국립대 홀 | 통산 15,000명 |
| 2012년 11월 20일 | 횡빈 | 파시 피코 요코하마 국립대 홀 | 통산 15,000명 |
| 2012년 11월 21일 | 횡빈 | 파시 피코 요코하마 국립대 홀 | 통산 15,000명 |
| 2012년 12월 22일 | 신호 | 고베 월드 기념 홀            | 통산 30,000명 |
| 2012년 12월 23일 | 신호 | 고베 월드 기념 홀            | 통산 30,000명 |
| 2012년 12월 24일 | 신호 | 고베 월드 기념 홀            | 통산 30,000명 |
| 2013년 1월 22일  | 동경 | 무도관                       | 통산 30,000명 |
| 2013년 1월 23일  | 동경 | 무도관                       | 통산 30,000명 |
| 2013년 1월 24일  | 동경 | 무도관                       | 통산 30,000명 |

## 세트 리스트
- Opening VCR -
- Sorry, Sorry - Answer Ver.
- H.I.T.
- 너로부터 (From U)
- Believe

- Ment -
- ハナミズキ (산딸기나무)
- 응결 (Coagulation)
- 그것 뿐이에요 (Just You)

- VCR #2 - 
- Silent Night[4]
- Feliz Navidad[5]
- Last Christmas[6]
- クリスマス・イブ (크리스마스 이브)[7]
- My Love, My Kiss, My Heart

- VCR #3 - 
- 인우 (刃雨) (규현 Solo)
- 残像 (잔상)[8](규현 Solo)
- Baby[9](려욱 Solo)
- ありがとう (고마워)[10](려욱 Solo)
- 너 아니면 안 돼 (예성 Solo)
- First Love[11](예성 Solo)
- I Do[12](예성 Solo)

- Ment - 
- 나란 사람 (Your Eyes) (예성, 규현)
- Midnight Fantasy
- Loving You
- 한 사람만을 (The One I Love)

- Encore -
- 달콤씁쓸 (Bittersweet)
- Promise You
- SKY

- Opening VCR -
- Sorry, Sorry - Answer Ver.
- H.I.T.
- 너로부터 (From U)
- Believe

- Ment -
- ハナミズキ (산딸기나무)
- 응결 (Coagulation)
- 그것 뿐이에요 (Just You)

- VCR #2 - 
- The Night Chicago Died
- 거울 (Mirror)
- La La La Love Song[13]

- VCR #3 - 
- この世界のどこかで (이 세상 어딘가에서)[14](규현 Solo)
- 残像 (잔상) (규현 Solo)
- Baby (려욱 Solo)
- 三日月[15](려욱 Solo)
- 너 아니면 안 돼 (예성 Solo)
- I Do (예성 Solo)

- Ment - 
- 나란 사람 (Your Eyes) (예성, 규현)
- Midnight Fantasy
- Loving You
- 한 사람만을 (The One I Love)

- Encore -
- 달콤씁쓸 (Bittersweet)
- Promise You
- SKY

## 제작
- 슈퍼주니어-K.R.Y. (예성, 려욱, 규현)
- 기획 · 제작 : 에이벡스 엔터테인먼트, SM 엔터테인먼트 재팬
- 총감독 : 마츠다 토모코